# Międzynarodowe Letnie Kursy Nowej Muzyki w Darmstadcie
Międzynarodowe Letnie Kursy Nowej Muzyki (niem. Internationale Ferienkurse für Neue Musik, również Darmstädter Ferienkurse) – kursy muzyki współczesnej w Darmstadt zainicjowane w 1946 roku przez Wolfganga Steinecke zawierające w swoim programie nauczanie kompozycji, jak i interpretacji muzyki, a także premiery nowych prac.
Odbywały się w niemieckim mieście Darmstadt, corocznie do 1970 i co drugi rok w latach późniejszych. Po śmierci Steineckego w 1961, kursy były prowadzone przez Ernsta Thomasa (1962-81), Friedricha Hommela (1981-94), Solfa Schaefera (1995-2009) oraz Thomasa Schäfera (2009-). Dzięki kursom Darmstadt stał się głównym centrum muzyki współczesnej, szczególnie dla kompozytorów niemieckich.
Wśród wielu wykładowców są tacy twórcy, jak: Theodor Adorno, Milton Babbitt, Luciano Berio, Pierre Boulez, John Cage, Christoph Caskel, Heiko Daxl, Morton Feldman, Brian Ferneyhough, Wolfgang Fortner, Severino Gazzelloni, Alois Hába, Hermann Heiss, Hans Werner Henze, Lejaren Hiller, Nicolas Hodges, Mauricio Kagel, Rudolf Kolisch, Aloys Kontarsky, Ernst Křenek, René Leibowitz, Liza Lim, Josef Rufer, György Ligeti, Yvonne Loriod, Bruno Maderna, Olivier Messiaen, Luigi Nono, Siegfried Palm, Wolfgang Rihm, Hermann Scherchen, Peter Stadlen, Eduard Steuermann, Leonard Stein, Karlheinz Stockhausen, Hans Heinz Stuckenschmidt, David Tudor, Edgar Varèse, Friedrich Wildgans oraz Iannis Xenakis.

## Krytyka
Na przełomie lat 50. i 60. XX wieku kursy spotkały się z zarzutami ze strony krytyków muzycznych, że nie są otwarte na inne nurty muzyczne niż kierunek nadawany przez Pierre’a Bouleza. Dominacja stronników Bouleza oraz tworzenie się w ramach kursów darmsztadzkich nowego wyróżnialnego stylu muzycznego doprowadziły do narodzenia określenia szkoła darmsztadzka. Po raz pierwszy użył go kompozytor Luigi Nono, by opisać muzykę serialną pisaną w tym czasie przez niego oraz kompozytorów takich, jak Boulez, Maderna, Stockhausen, Berio czy Pousseur. Krytyk muzyczny Kurt Honolka w swoim artykule z 1962 roku użył wobec tego zamkniętego środowiska słów klika i sekta, a także pejoratywnie ocenił „matematyczną”, opartą na ścisłych zasadach muzykę tworzoną przez szkołę darmsztadzką. W późniejszym czasie także inni kompozytorzy krytykowali ideologię szkoły Darmstadt, a zwłaszcza sposób, w jaki młodzi kompozytorzy byli zmuszani do pisania w stylu dodekafonii, a także wyśmiewani lub ignorowani. Hans Werner Henze wspominał, że studenci kompozytorzy przepisywali swoje utwory w pociągu do Darmstadt, aby spełnić oczekiwania Bouleza. Franco Evangelisti dogmatyczną ortodoksję kursów w Darmstadt nazwał „dodekafoniczną policją”.